# Estadania

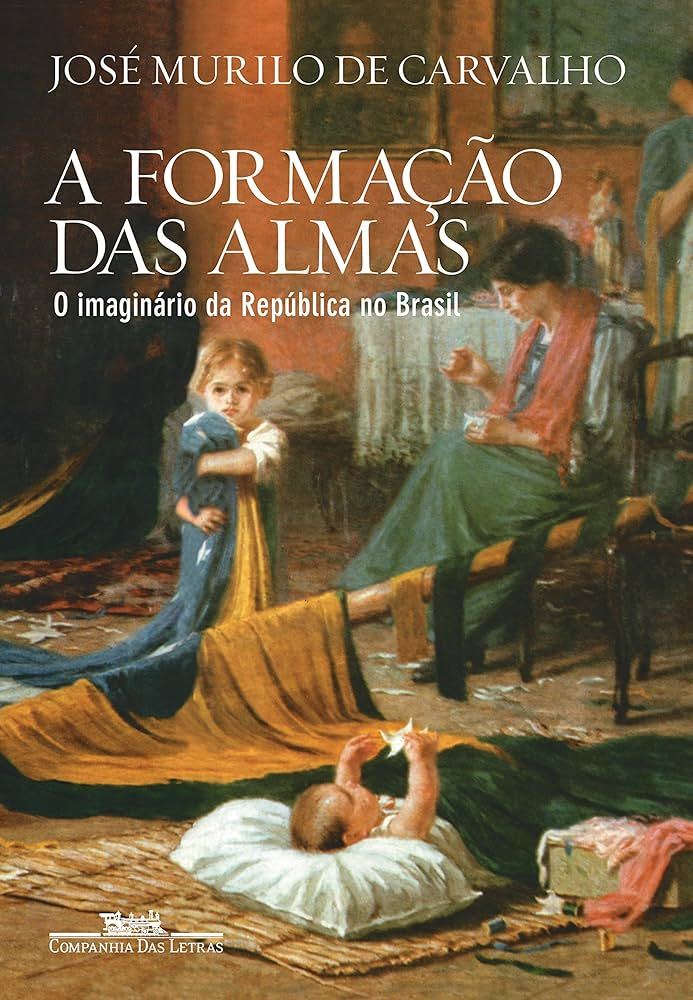
A Formação das Almas (1990), obra em que José Murilo de Carvalho apresenta o conceito de "Estadania".

Estadania é o conceito utilizado pelo historiador e cientista social José Murilo de Carvalho para definir a inserção política através do Estado, ao invés da cidadania. É considerado um brasileirismo sociológico e historiográfico.

## Conceito
Segundo Carvalho (1990),
Com exceção dos poucos radicais, os vários grupos que procuravam em modelos republicanos uma saída para a Monarquia acabaram dando ênfase ao Estado. [...] Bacharéis desempregados, militares insatisfeitos com os baixos salários e com minguados orçamentos, operários do Estado em busca de uma legislação social, migrantes urbanos em busca de emprego, todos acabavam olhando para o Estado como ponto de salvação. A inserção de todos eles na política se dava mais pela porta do Estado do que pela afirmação de um direito de cidadão.
Desse modo, em países de longa tradição estatista, como o Brasil, onde essa herança portuguesa havia sido reforçada pela elite imperial e onde a sociedade escravocrata abria poucos espaços ocupacionais fora da dialética “senhor-escravo”, a cidadania se desenvolveu de forma deficiente, levando atores sociais que buscavam ascensão a se voltarem ao Estado como salvaguarda de direitos, benefícios, oportunidades e privilégios, gerando e reforçando problemas estruturais como a corrupção, o paternalismo e o clientelismo, assim como o atraso no desenvolvimento de uma noção de sociedade civil.